# Adam Kinzinger
Adam Daniel Kinzinger (ur. 27 lutego 1978) – amerykański polityk i wojskowy, członek Partii Republikańskiej i były kongresman ze stanu Illinois (2011-2023), od 2023 stały komentator telewizji CNN.

## Życiorys
W 2000 roku uzyskał tytuł licencjata na Illinois State University. W latach 1998–2003 był jednym z najmłodszych członków zarządu w historii hrabstwa McLean.
W 2009 roku postanowił kandydować do Kongresu USA. Początkowo reprezentował jedenasty okręg wyborczy stanu Illinois. Po zmianie granic okręgów od 2012 roku reprezentuje szesnasty okręg wyborczy stanu Illinois. W 2020 roku ponownie zwyciężył głosowanie z poparciem 64,8%.
29 października 2021 ogłosił, że nie będzie kandydował do Kongresu w 2022 roku.

### Służba wojskowa
W 2003 roku Kinzinger zrezygnował z zarządu w hrabstwie McLean i dołączył do Sił Powietrznych Stanów Zjednoczonych. W listopadzie 2003 roku został mianowany podporucznikiem, a później otrzymał odznakę załogi lotniczej. 
Kinzinger był początkowo pilotem KC-135 Stratotankera i latał na misjach w Ameryce Południowej, Guamie, Iraku i Afganistanie. Później przeszedł na pilotowanie samolotu obserwacyjnego RC-26 i dwukrotnie stacjonował w Iraku. W ramach kontynuacji służby w Air National Guard w lutym 2019 r. Kinzinger został umieszczony na granicy USA z Meksykiem w ramach starań o utrzymanie bezpieczeństwa na granicy. 

## Poglądy
Kinzinger sprzeciwia się dopuszczaniu późnej aborcji i wykorzystywaniu funduszy federalnych na aborcję lub ubezpieczeniu zdrowotnemu, które finansują aborcję. Głosował także przeciwko ustawie o równości nadającej większe prawa społeczności LGBT. Trafił na pierwsze strony niektórych gazet jako jeden z nielicznych republikańskich kongresmanów krytykujących republikańskiego prezydenta Donalda Trumpa. Po odejściu z Kongresu swoje poglądy ma okazję przedstawiać jako stały komentator telewizji CNN.

## Życie osobiste
W 2006 roku został okrzyknięty przez Czerwony Krzyż Winsconsin „Bohaterem Roku” za inicjatywę w obronie kobiety zaatakowanej przez nożownika. Dzięki tej inicjatywie mimo poderżniętego gardła kobieta przeżyła. Za ten akt Kinzinger otrzymał także Medal Lotnika, oraz Krzyż Valley Forge za bohaterstwo od Gwardii Narodowej. 
W czerwcu 2019 r. Kinzinger zaręczył się z Sofią Boza-Holman, byłym doradcą Johna Boehnera i doradcą wiceprezydenta Mike'a Pence'a. Pobrali się 16 lutego 2020 r. Uczęszcza do bezdenominacyjnego ewangelikalnego kościoła Village Christian Church w Channahon.